# سالنامه ریاضیات
سالنامه ریاضیات (به انگلیسی: Annals of Mathematics) نشریه ریاضیاتی است که هر دو ماه یک بار توسط دانشگاه پرینستون و مؤسسه مطالعات پیشرفته منتشر می شود.

## تاریخچه
این نشریه در ۱۸۷۴ میلادی به اسم The Analyst بنیانگذاری شد که در آن زمان جوئل ای. هندریکس سرپرست ویرایشگران بود.